# Evander Holyfield vs. Riddick Bowe II
Il secondo incontro di pugilato Evander Holyfield vs. Riddick Bowe, conosciuto come "Repeat or Revenge", si disputò presso il Caesars Palace di Paradise, Nevada, nei pressi di Las Vegas, il 6 novembre 1993. Il match, valevole per il titolo di campione mondiale dei pesi massimi WBA, IBF e Lineare, fu vinto da Holyfiled ai punti al 12º round.

## Contesto
I due pugili si erano già scontrati in precedenza circa un anno prima (il 13 novembre 1992). In quello che viene considerato uno dei più grandi combattimenti di tutti i tempi, Bowe aveva sconfitto Holyfield ai punti per decisione unanime conquistando il titolo di campione indiscusso dei pesi massimi. Il regno da campione indiscusso di Bowe non durò a lungo, poiché essendosi rifiutato di difendere la cintura contro Lennox Lewis per questioni di carattere economico, fu costretto a rendere vacante il titolo WBC, e per sfregio gettò con disprezzo la cintura in un bidone della spazzatura durante una conferenza stampa. In seguito Bowe difese con successo i titoli WBA e IBF contro Michael Dokes e Jesse Ferguson, due avversari minori. Nel frattempo Holyfield, tra i due confronti con Bowe, sconfisse Alex Stewart. Il 12 agosto 1993 fu annunciato ufficialmente l'atteso rematch tra Bowe e Holyfield.

## L'incontro
Come nel combattimento precedente, Bowe e Holyfield arrivarono alla fine dei dodici round previsti, questa volta con Holyfield che ottenne la vittoria ai punti tramite decisione a maggioranza. Bowe partì forte, vincendo i primi tre round. Holyfield si aggiudicò i round 4, 5 e 6. Nella settima ripresa, Holyfield colpì Bowe con un gancio destro e lui rispose con una potente combinazione. Poco dopo questo scambio di colpi, il match fu interrotto quando il paracadutista e pilota di parapendio James Miller si schiantò sul ring con il suo parapendio a motore causando un'interruzione di 21 minuti. Finita la pausa, i due combattenti portarono a termine il resto del round con un giudice che lo assegnò a Holyfield, un altro giudice a Bowe e il terzo che assegnò un pareggio. Holyfield dominò l'ottavo round, riaprendo le ferite di Bowe con una combinazione di cinque pugni. Sapendo di essere indietro nel punteggio, Bowe divenne più aggressivo nei round 9, 10 e 11, tuttavia nei round 10 e 11, Holyfield prevalse negli ultimi 30 secondi di ogni ripresa colpendo Bowe con diverse combinazioni di colpi vincenti. I due pugili si colpirono a vicenda nel dodicesimo ed ultimo round, attaccandosi l'un l'altro fino al gong finale. Alla fine, Holyfield fu dichiarato il vincitore, e riconquistò il titolo di campione dei pesi massimi dall'uomo che lo aveva sconfitto un anno prima. Questa sarebbe stata l'unica sconfitta nella carriera da pugile professionista di Bowe.

### Arbitro e giudici
- Arbitro: Mills Lane
- Giudice: Jerry Roth
- Giudice: Chuck Giampa
- Giudice: Patricia Morse Jarman

## L'incidente del paracadutista
In uno dei momenti più bizzarri nella storia dello sport, il paracadutista James "Fan Man" Miller si schiantò tra le corde del ring con il suo parapendio a motore durante il secondo minuto del settimo round causando un ritardo di 21 minuti nello svolgimento del match. Miller venne immediatamente gettato tra la folla dagli agenti della sicurezza, e fu aggredito sia da alcuni spettatori sia dai membri della sicurezza; alla fine perse i sensi colpito da una delle guardie del corpo di Bowe. Dopo una breve degenza ospedaliera, Miller fu trasportato nel carcere della contea di Clark con l'accusa di volo pericoloso, e fu rilasciato dietro pagamento di una cauzione di 200 dollari. Il curioso episodio venne nominato evento dell'anno dalla rivista specializzata Ring Magazine.

## Conseguenze
Dopo la vittoria, Holyfield considerò l'idea di ritirarsi dal ring, ma in seguito decise di continuare a combattere e progettò un potenziale match di unificazione dei titoli con il campione WBC Lennox Lewis. Tuttavia, sia la WBA sia l'IBF si dissero contrarie, informando Holyfield che avrebbero autorizzato solo un incontro con Michael Moorer, il contendente numero uno ufficiale. Nel frattempo Bowe sconfisse Herbie Hide vincendo il titolo WBO dei pesi massimi. Dopo averlo difeso contro Jorge Luis González, lo rese vacante preferendo combattere un terzo match con Holyfield. L'incontro si tenne due anni dopo, il 4 novembre 1995. Il terzo e definitivo confronto fu vinto da Bowe per KO tecnico all'ottavo round.